# Crepis terglouensis
Crepis terglouensis là một loài thực vật có hoa trong họ Cúc. Loài này được (Hacq.) A.Kern. mô tả khoa học đầu tiên năm 1881.